# Хонхорст
Хонхорст (њем. Hohnhorst) општина је у њемачкој савезној држави Доња Саксонија. Једно је од 38 општинских средишта округа Шаумбург. Према процјени из 2010. у општини је живјело 2.194 становника. Посједује регионалну шифру (AGS) 3257016.

## Географски и демографски подаци
Хонхорст се налази у савезној држави Доња Саксонија у округу Шаумбург. Општина се налази на надморској висини од 60 метара. Површина општине износи 12,0 km². У самом мјесту је, према процјени из 2010. године, живјело 2.194 становника. Просјечна густина становништва износи 183 становника/km².